# هزة بوران
هزة بوران هي قرية في مقاطعة تبريز، إيران. عدد سكان هذه القرية هو 962 في سنة 2006.